# North Anna
La rivière North Anna (North Anna River) est une rivière de Virginie aux États-Unis, long d'environ 115 km. La North Anna est le principal affluent de la rivière Pamunkey.
Ses berges furent le théâtre de la bataille de North Anna lors de la guerre de Sécession.

## Géographie
La rivière North Anna est formée par la confluence de plusieurs cours d'eau plus petits coulant dans la partie ouest du comté d'Orange. Elle s'écoule généralement en direction du sud-est. Le cours de la rivière sert de frontière sud aux comtés d'Orange, comté de Spotsylvania et de Caroline, et de frontière nord aux comtés de Louisa et de Hanover. La North Anna rejoint la rivière South Anna pour former la rivière Pamunkey à environ 5 miles (8 km) au nord-est de la localité d'Ashland.
Un barrage construit en travers de la North Anna, sur la frontière commune des comtés de Louisa et Spotsylvania, retient ses eaux pour former le Lac Anna, créé pour alimenter en eau la centrale nucléaire de North Anna.

## Source
- Atlas DeLorme, Virginia Atlas & Gazetteer,  Yarmouth, Maine, 2005  (ISBN 0-89933-326-5)